# Att vara eller inte vara eller Det våras för Hamlet
Att vara eller inte vara eller Det våras för Hamlet (engelska: To Be or Not to Be) är en komedifilm i regi av Alan Johnson från 1983. Filmen är en nyinspelning av Att vara eller icke vara, i regi av Ernst Lubitsch, från 1942.

## Rollista
| Anne Bancroft     | – Anna Bronski          |
| Mel Brooks        | – Dr. Frederick Bronski |
| Tim Matheson      | – Lt. Andre Sobinski    |
| Charles Durning   | – Col. Erhardt          |
| José Ferrer       | – Prof. Siletski        |
| Ronny Graham      | – Sondheim              |
| Christopher Lloyd | – Capt. Schultz         |
| Estelle Reiner    | – Gruba                 |
| Zale Kessler      | – Bieler                |
| Jack Riley        | – Dobish                |
| Lewis J. Stadlen  | – Lupinsky              |
| George Gaynes     | – Ravitch               |
| George Wyner      | – Ratkowski             |